# Jerónimo Domina
Jerónimo Domina, né le 17 octobre 2005 à Santa Fe en Argentine, est un footballeur argentin qui joue au poste d'attaquant à Unión Santa Fe.

## Biographie

### En club
Né à Santa Fe en Argentine, Jerónimo Domina est formé par l'Unión Santa Fe, qu'il rejoint à l'âge de trois ans. Il joue son premier match en professionnel avec ce club le 31 janvier 2023, lors d'une rencontre de championnat face au CA Banfield. Il entre en jeu et les deux équipes se neutralisent (0-0 score final).
Le 4 juin 2023, Domina marque son premier but en professionnel, lors d'une rencontre de championnat face au Gimnasia y Esgrima La Plata, en championnat. Il est titularisé et participe à la victoire de son équipe par deux buts à zéro,. Le 27 juin 2023, Domina signe son premier contrat professionnel avec son club formateur, le liant à l'Unión jusqu'en décembre 2025.

### En sélection
Jerónimo Domina joue son premier match avec l'équipe d'Argentine des moins de 20 ans le 7 juin 2024 contre les États-Unis (défaite 0-1 des Argentins).